# اسکیث‌ها

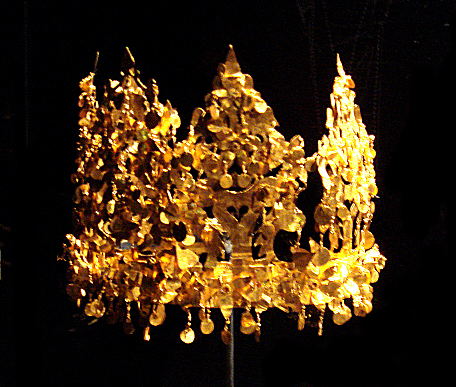
تاج شاهی سکایی در طلاتپه

سکاهای فرادریا (به پارسی باستان:𐎿𐎣𐎠 𐏐 𐎫𐎹𐎡𐎹 𐏐 𐎱𐎼𐎭𐎼𐎹, Sakā tayaiy paradraya) یا اسکیت‌ها (به یونانی: Σκύθης, skýthis) دسته‌ای از مردمان ایرانی‌تبار سکا بودند.این سکاهای کوچ‌نشین ایرانی باستانی در قرون ۹ تا ۸ پیش از میلاد از آسیای مرکزی به سبزدشت پونتی‌خزری در اوکراین امروزی و جنوب روسیه مهاجرت کرده بودند، جایی که از سده هفتم پیش از میلاد تا قرن سوم پیش از میلاد در نواحی جنوبی روسیه و اوکراین با فاصله‌هایی تا رود دُن و از این رود تا رود عظیم دانوب در اروپا پراکنده بودند.

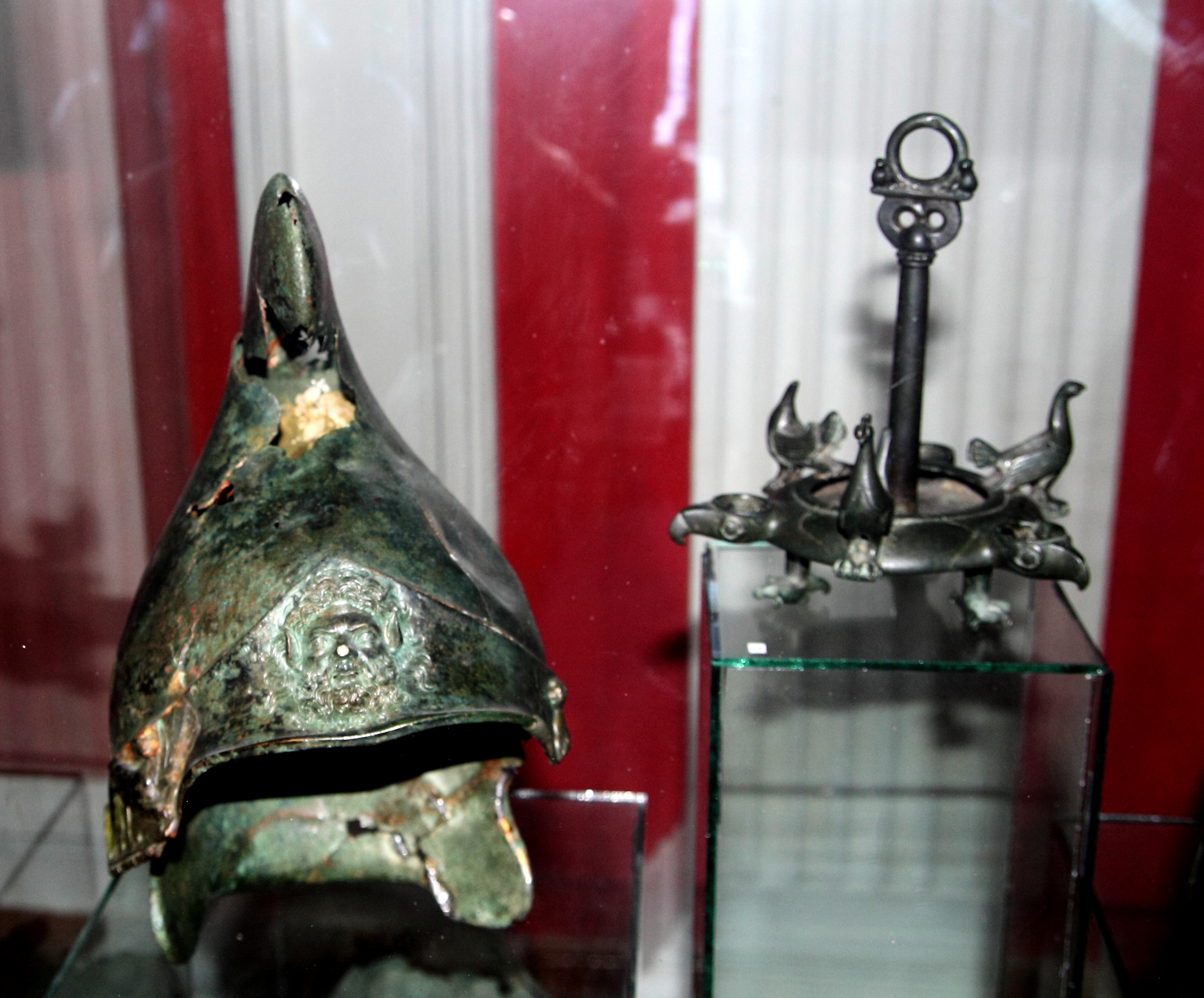
یکی از شش کلاه خود کشف شده در اولانستی مولدوا، از ارتش زوپیرون

سرزمین سکاها را سکائیه یا سکاستان (به سکایی باستان: Skulatā; به پارسی باستان: 𐎿𐎤𐎢𐎭𐎼، نویسه‌گردانی: اسکودرا؛ به یونانی باستان: Σκυθία، نویسه‌گردانی: اسکوتیا؛ به لاتین: Scythia) می‌نامد.
سکاها دارای گروه‌های بسیاری بوده و در دو سوی سرزمین اوراسیا، پراکنده گشتند. گروهی در غرب دریای خزر و گروهی در شرق آن. به نوشته هرودوت، سکاها خود را سکلتث می‌نامیدند. در حالی که پارسی‌ها (مانند داریوش بزرگ)، ایشان را سکا (جنگجو، نیرومند) می‌نامیدند، یونانی‌ها آن دسته از سکاهایی را که همسایه شان بودند، پیاله به دوش، یا خانه‌به‌دوش می‌نامیدند.
آشوری‌ها از پادشاهی نیرومند ایشکوزا یا همان اسکیت‌های اشکودا (کیمری‌ها) نام برده‌اند که از قفقاز و جنوب دریای سیاه به آن‌ها می‌تاختند و گاهی شکست‌های سختی نیز بر آنان وارد می‌آوردند و از آن‌ها پیوسته در هراس بودند. این هراس را در گزارش نیایش شاه آشور گواه یافته‌اند.
در کهن‌ترین گزارش یونانی از سکاها، هرودوت یک کتاب کامل از تاریخ‌های خود را به سکاها پرداخته است.
در نوشته‌های تاریخی و جغرافیایی هرودوت، بقراط، ارسطو، استرابون، و بطلمیوس آگاهی‌های گوناگونی در مورد سکاها داده شده است.

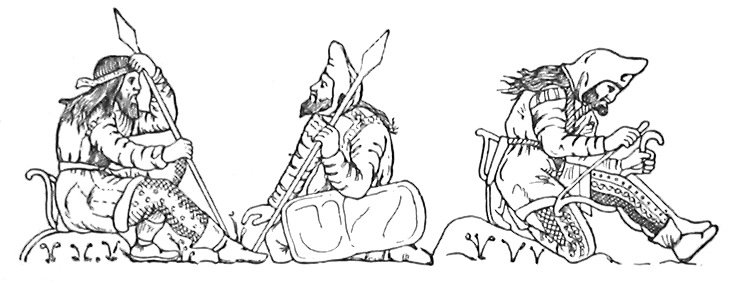
طرحی از سربازان سکایی که روی یک پیاله کنده کاری شده است.

در ناحیهٔ سکانشین، در شرق، برهم‌کنش فرهنگ چینی با فرهنگ چادرنشینان آن‌جا رواج داشت، و در مرکز، عناصر ایرانی بیشتر به چشم می‌خورد و در باختر، نشانه‌های یونانی آشکار بود. با همه این گرایش‌های بیگانه، فرهنگ چادرنشینی در سراسر این گستره نمود داشت و در کوهستان آلتایِ (کنونی) به شیوه دست نخورده تر، و در میان «پادشاهی سکا» در روسیهٔ جنوبیِ (امروزی) با پختگی بیشتری به چشم می‌آمد. سکاها در دوران خود چنان بازیگران فرهنگی و سیاسی سرنوشت سازی به‌شمار می‌آمدند که هرودوت، اهل هالیکارناس در جنوب غربی آناتولی، نیاز دید که یک کتاب کامل از تاریخ بزرگ خود را به آنان بپردازد.
استرابون منطقهٔ دوبروجا (در کرانه دریای سیاه، بلغارستان و رومانی امروزی) در دهانه رودخانه دانوب را «سکاستان کوچک» نامید و سراسر دشتهای پهناور شمال و شمال شرقی دریای سیاه را «سکاستان غربی» نام گذاشت.
این قوم بارها به سرزمین ایران کوچ نموده‌اند. در یکی از این کوچ‌ها به پادشاهی ماد تاخته؛ ۲۷ سال بر آن حکومت نمودندو پس از بازگیری پادشاهی به‌دست پادشاه ماد، به او در نابودی پادشاهی آشور یاری دادند. همچنین در زمان اشکانیان تیره داهه از سکاها نزدیک به پانصد سال به ایران فرمان راندند. در زمانی بسیار کهن به جنوب افغانستان امروزی و ایران نیز مهاجرت کرده‌اند و در منطقهٔ زرنج یا زرنکه، تا اندازه ای برابر با ولایت هلمند در افغانستان امروزی و زابل و کرمان جانشین شده‌اند و قلمروی آنان از هرات تا زرنج (زرنگ) بود و بخشی از ایران و افغانستان را در بر می‌گرفت و آن سرزمین سَکِستان (سیستان امروزی) نامیده شده بود. در بخش‌های دیگری از ایران نیز این نام به چشم می‌خورد همچون شهر باستانی سکاکز، که در کنار شهر امروزی سقز قرار دارد و برگرفته از واژه سگزی است.

## تاریخ اسکیت‌ها

### جنگ با مادها
در سال ۶۵۲ پیش از میلاد، پسر بزرگ اسرحدون، شاماش-شوما-وکین، که جانشین او به عنوان پادشاه بابل شده بود، علیه برادر کوچکترش آشوربانیپال شورش کرد: آشوربانیپال چهار سال طول کشید تا شورش بابلی‌ها را تا سال ۶۴۸ قبل از میلاد به‌طور کامل سرکوب کند.
هنگامی که شورش بابل آغاز شد، پادشاه مادها فرورتیش از شاماش-شوما-وکین حمایت کرد و مادیس شاه اسکیثها به عنوان متحد آشوریان با حمله به مادها و تحمیل سلطه اسکیت‌ها بر ماد به آشوربانیپال کمک کرد تا شورش را از بیرون سرکوب کند.
تحت حکومت اسکیت‌ها، مادها فنون نظامی و تسلیحاتی سکایی را به‌ویژه در حوزه تیراندازی با کمان به کار گرفتند و همچنین سواره‌نظامی سواره را به عنوان شکل اصلی جنگ سواره نظام پذیرفتند.
تسخیر ماد توسط اسکیت‌ها، به نوبه خود، آغاز یک دوره تقریباً ۳۰ ساله تسلط اسکیت‌ها در غرب آسیا بود که نویسندگان یونانی-رومی بعدها آن را «حکومت اسکیت‌ها بر آسیای علیا» نامیدند و در طی آن پادشاهی اسکیت‌ها نه تنها در قفقاز و مانایی چیرگی داشت، بلکه به زودی حکومت خود را به اورارتو و آناتولی نیز گسترش داد. با وجود ایالت‌های مختلف در این مناطق، مانند مانایی، اورارتو و ماد، که همچنان تحت فرمانروایی پادشاهی اسکیت‌ها به حیات خود ادامه دادند و مجبور به پرداخت خراج به آن بودند.
هوخشتره پادشاه مادها که قدرتمند شده بود، مذاکراتی را با اسکیت‌ها آغاز کرد. در سال ۶۲۵ قبل از میلاد، او رهبران اسکیت‌ها را به جشنی در کاخ خود دعوت کرد و در آنجا آنها را مست کرد و همه آنها را به قتل رساند، بنابراین یوغ آشور-اسکیثی را بر سر مادها از بین برد و آنها را به یکی از اولین افرادی تبدیل کرد که استقلال خود را از امپراتوری آشور نو بدست آوردند.
مرگ فرمانروایان اسکیت‌ها توسط هووخشتره به هژمونی پادشاهی اسکیثی در غرب آسیا پایان داد و پس از آن فعالیت‌های آن به مرزهای شرقی امپراتوری نو آشور محدود شد.
مادها در این زمان دانش ایدئولوژی‌ها و فن‌آوری‌های نظامی جدید را هم از قدرت‌های بی‌تحرکی مانند امپراتوری آشوری نو و اورارتو و هم از عشایر استپ مانند کیمریان و اسکیت‌ها کسب کرده بودند. به‌ویژه در تیراندازی با کمان. به لطف ادغام این تأثیرات، هووخشتره توانست شیوه‌های نظامی اسکیثی و نوآشوری‌ها را ترکیب کرده و ارتشی سازمان‌یافته متشکل از لشکرهای متمایز از نیزه‌داران، کمانداران و سواره نظام ایجاد می‌کند، بنابراین ماد را دوباره مانند فرورتیش به قدرت غالب فلات ایران تبدیل کند.
به دنبال شورش‌های موفقیت‌آمیز بابل به رهبری نابوپولاسار و مادی‌ها به رهبری هووخشتره، دست نشاندگان مختلف امپراتوری نوآشور در آناتولی و فلات ایران شروع به جدایی از حکومت نوآشور کردند.
ظهور دولت مادها، اسکیت‌ها را مجبور کرد آسیای غربی را ترک کنند و به سمت شمال به سمت استپ قفقاز عقب‌نشینی کنند. از آن پس، فعالیت اسکیت‌ها در غرب آسیا پایان یافت.
با این حال، حتی پس از عقب‌نشینی اسکیثها از غرب آسیا، روابط پیچیده‌ای بین پادشاهی ماد و اسکیت‌ها که به ترتیب در جنوب و شمال کوه‌های قفقاز واقع شده‌اند، وجود داشت که در آن اسکیت‌ها هم به عنوان شریک و هم به عنوان دشمن پادشاهی مادها در قفقاز درگیر بودند.
با این وجود، برخی از گروه‌های انشعابی اسکیت‌ها در شرق ماوراء قفقاز، به ویژه در منطقه مربوط به آذربایجان امروزی باقی ماندند و به سمت شمال عقب‌نشینی نکردند. بنابراین، منطقه ای که آنها در آن زندگی می‌کردند، ساکاشایانا (سرزمینی که ساکاها (یعنی اسکیت‌ها) سکونت داشتند) توسط مادها نامیده می‌شد. این نام بعداً توسط بطلمیوس به عنوان Sakasēnē (Σακασηνη) ثبت شد و ساکنان آن توسط گزنفون به نام Skythēnoi (Σκυθηνοι)، توسط Arrian به عنوان Sakesinai (Σακεσιναι) و توسط تیتوس لیویوس به عنوان Sacassānī نامیده شدند.
این اسکیت‌ها در ارتش هووخشتره خدمت می‌کردند، که در فتح اورارتو توسط مادها شرکت کردند، و یکی از این لشکرهای اسکیت‌ها مسئول تصرف و تخریب قلعه‌های Argištiḫinili و Teišebaini در شمال اورارتو بود. پادشاهی ماد همچنین ممکن است از اسکیت‌ها به عنوان شکارچی برای تهیه شکار دربار استفاده کرده باشد. در نهایت دشمنی‌ها بین هووخشتره و برخی از این اسکیت‌ها که به او خدمت می‌کردند، رخ داد، احتمالاً در نتیجه پایان دادن به خودمختاری این اسکیت‌ها توسط پادشاهی ماد و الحاق کامل آنها.
منابع یونانی-رومی بعدی ادعا کردند که این اسکیت‌ها قلمرو ماد را ترک کردند و به امپراتوری لیدی گریختند و درگیری بین لیدی و ماد آغاز شد: در دو دهه اول قرن ششم قبل از میلاد، گسترش مادها به سمت غرب از فلات ایران و گسترش لیدیا به سمت شرق از آناتولی جنگی درگرفت و تنها به دلیل خورشید گرفتگی در ۵۸۵ قبل از میلاد به پایان رسید، پس از آن صلح بین لیدی و ماد برقرار شد و نظم سیاسی جدیدی در غرب آسیا برقرار شد.
اسکیت‌هایی که در غرب آسیا مانده بودند تا اواسط قرن ششم قبل از میلاد به‌طور کامل در جامعه و دولت مادها جذب شده بودند به طوری که دیگر یک گروه مستقل تشکیل نمی‌دادند و دیگر هویت جداگانه ای برای خود نداشتند.

### جنگ با پارسیان

لشکرکشی داریوش یکم به مملکت اسکیت‌ها

در اواخر قرن ششم قبل از میلاد، امپراتوری هخامنشی شروع به گسترش به اروپا کرد که با فتح تراکیه آغاز شد، پس از آن داریوش اول پادشاه هخامنشی در سال ۵۱۳ پیش از میلاد از رودخانه ایستروس عبور کرد و به مملکت اسکیت‌ها با ارتشی ۷۰۰۰۰۰ تا ۸۰۰۰۰۰ نفره حمله کرد.
در پاسخ، ایدانتیرسوس، پادشاه اسکیت‌ها، شاهان مردمان اطراف مملکت خود را به شورایی فراخواند تا در مورد چگونگی برخورد با حمله پارسیان تصمیم‌گیری کنند. بودینی‌ها، ژلونی‌ها و سائوروماتی‌ها به اتحاد تحت رهبری اسکیت‌ها در مقاومت در برابر تهاجم پارسیان پیوستند، و ایدانتیرسوس نیروهای مشترک اسکیت‌ها و همسایگان متحدشان را در مقاومت در برابر تهاجم پارسیان رهبری کرد. با این حال برخی از قبایل با او متحد نشدند.
به گفته هرودوت، راهبرد اتحاد اسکیت‌ها این بود که تاکتیک عقب‌نشینی در مقابل ارتش پارسی‌ها و ماندن فاصله گرفتن از آنها را به جای نبرد مستقیم با آنها اتخاذ کنند، در عین حال از تاکتیک‌های زمین سوخته نیز استفاده کند تا ارتش هخامنشی را به بخش‌های دورافتاده قلمرو خود کشانده و از بین ببرند. ارتش داریوش در نهایت از رودخانه تانایس عبور کرد و در آنجا استحکاماتی ساخت، اما اسکیت‌ها تاکتیکهای خود را ادامه دادند تا اینکه سپاهیان داریوش دیگر در فاصله ای امن از ایستروس قرار نداشتند و این امر به اسکیت‌ها اجازه داد تا حملات چریکی به آنان انجام دهند.
نتایج این لشکرکشی مشخص نیست، چرا که خود داریوش یکم ادعا می‌کند که ساکا تایایی پارادرایا (سکاهای ساکن فراتر از دریای (سیاه) )، یعنی اسکیت‌های پونتیک را شکست داده است، در حالی روایات یونان باستان، به پیروی از روایت هرودوت، ادعا می‌کنند که لشکرکشی هخامنشیان علیه اسکیت‌ها شکست خورده، زیرا یونانیان اسکیت‌ها را به دلیل سبک زندگی کوچ نشینی‌شان شکست ناپذیر می‌دانستند: روایت هرودوت و روایت او از شکست داریوش توسط مورخان مدرن مشکوک تلقی می‌شود، و به نظر می‌رسد که بسیار اغراق‌آمیز بوده است. در نتیجه این لشکرکشی ممکن است نوعی از اقتدار هخامنشی در قلمرو اسکیت‌های پونتیک ایجاد شده باشد، بدون اینکه تحت فرمان پارسیان درآمده باشند.

## فرهنگ و جامعه

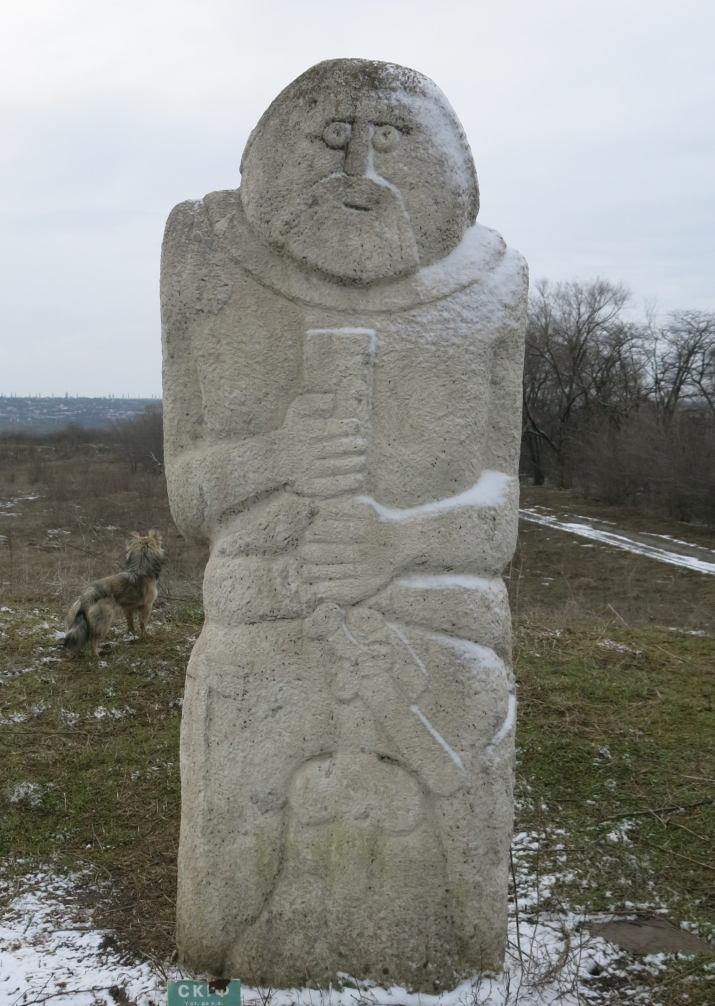
سنگ‌نماهای کورگان یک اسکیثی در خورتیتسیا، اوکراین

اسکیثها عضوی از فرهنگ‌های گسترده‌تر مردمان ایرانی عشایری بودند که در سرتاسر استپ اوراسیا زندگی می‌کردند و اشتراکات قابل توجهی (مانند سلاح‌های مشابه و …) با آنها داشتند. 
اسکیت‌ها مردمی از استپ اوراسیا بودند که شرایط آنها را ملزم به دامداری می‌کرد؛ لذا برای یافتن مراتع طبیعی نیاز به تحرک داشتند که به نوبه خود هر جنبه ای از زندگی عشایر سکایی از ساختار سکونتگاه‌های آنها و سبک زندگی آنها تا لباس‌هایشان به نحوه پختنشان را شکل می‌داد.
این فرهنگ عشایری وابسته به یک اقتصاد خودکفا بود که منابع خود می‌توانست آن را تأمین کند و جزء اصلی آن اسب بود که می‌توانست به‌طور مسالمت‌آمیز برای مبادله کالاها و خدمات یا جنگ‌جویانه در شکلی از جنگ استفاده شود که تا هنگام ساخت سلاح گرم باعث برتری جنگجویان عشایری شود. 
از آنجایی که سکاها زبان نوشتاری نداشتند، فرهنگ غیر مادّی آنها تنها از طریق نوشته‌های نویسندگان غیر سکایی، مشابه‌هایی که در میان سایر مردمان ایرانی یافت می‌شود، و شواهد باستان‌شناسی می‌تواند در کنار هم قرار گیرد. 

### مکان

#### فاز اولیه در استپ‌های غربی
سکاها پس از مهاجرت به خارج از آسیای مرکزی و به سمت استپ‌های غربی، ابتدا در منطقه بین آراکس، کوه‌های قفقاز و دریای مائوسی مستقر شدند و دولت خود را برپا کردند.

#### در غرب آسیا
در غرب آسیا، سکاها ابتدا در منطقه بین رودهای آراکس و کورا مستقر شدند و سپس به منطقه جنوب رود کوروس در آذربایجان امروزی گسترش یافتند، جایی که در اطراف مینگچویر، گنجه و منطقه امروزی ساکن شدند. دشت موغان و ماوراء قفقاز تا اوایل قرن ششم پیش از میلاد مرکز آنها در غرب آسیا باقی ماند، اگرچه این حضور در غرب آسیا همچنان توسعه دولت اسکیث استپ‌ها بود،  و مقر پادشاهان اسکیثی در عوض در استپ‌های قفقاز قرار داشت. 
در دوران اوج قدرت سکاها در غرب آسیا پس از تسخیر ماد، مانایی و اورارتو و شکست کیمریان، متصرفات اسکیت‌ها شامل منطقه وسیعی بود که از رودخانه هالیس در آناتولی در غرب تا خزردریا و مرزهای شرقی ماد در شرق و از ماوراءالنهر در شمال تا مرزهای شمالی امپراتوری نئوآشوری در جنوب ادامه داشت.   

#### در استپ پونتیک
قلمرو اسکیت‌ها در سراسر استپ پونتیک از رودخانه دان در شرق تا رودخانه دانوب در غرب و رودخانه پروت در شمال غربی گسترش می‌یافت.        در جنوب، قلمرو اسکیت‌ها شامل مناطق استپی کریمه  و دشت دریای سیاه بود و از این جهت به دریای سیاه و مائوسی  از دهانه ایستروس تا رودخانه‌های تانایس محدود می‌شد. 
در شمال استپ، استپ‌های جنگلی قرار داشت که منطقه تپه‌های دنیپرو، بخش میانی خود رودخانه دنیپرو را می‌پوشاند و از بخشی از دشت دنیپرو تا رودخانه دان میانی امتداد می‌یابد. از ویژگی‌های بارز استپ جنگلی، مناطق جنگلی بزرگ و مناطق بدون چوب استپ علفزار بود. 
قلمرو اسکیت‌ها شامل استپ بی درخت در شمال خط ساحلی دریای سیاه، که درآن عشایر دامدار ساکن بودند، و همچنین منطقه استپی جنگلی حاصلخیز سیاه خاکی در شمال استپ بدون درخت، که یک جمعیت کشاورزی در آن ساکن بودند، پوشانده شده بود، و مرز شمالی آنان جنگل‌های برگ‌ریز مخلوطی بود که در شمال استپ جنگلی وجود دارد.   
تا اواخر سده ششم پیش از میلاد، قلمرو اسکیت‌ها نیز شامل استپ شمال قفقاز در اطراف رودخانه کوبان بود، اگرچه در قرن پنجم پیش از میلاد قلمرو اسکیثها دیگر شامل قفقاز شمالی نبود و توسط رودخانه دون به شرق آن محدود شده بود.  
رودخانه‌های متعددی به سمت جنوب در سراسر این منطقه جاری شده و به دریای سیاه می‌ریزند، که بزرگ‌ترین آنها Borysthenēs (دنیپرو) است که غنی‌ترین رودخانه در کشور اسکیت‌ها بوده و ماهی‌های بسیار در آن زندگی می‌کنند و بهترین مراتع و بسیاری از زمین‌های حاصلخیز در کرانه‌های آن واقع شده بود، و آب آن پاک‌ترین بود. به همین سبب، این رودخانه محور مرکزی کشور اسکیت‌ها بود و نویسندگان یونانی-رومی آن را با رود نیل در مصر مقایسه کردند. دیگر رودهای مهم قلمرو اسکیت‌ها عبارت بودند از:   
- ایستروس (دانوب)،
- تایراس (دنیستر)،
- هیپانیس (بوه جنوبی)،
- پانتیکاپس (Inhulets)،
- Hypacyris (Kalanchak [۶۷])،
- گرهوس (یا مولوخنا یا کونکا [۶۸])،
- و تانایس (دون).